# Rosenau (Gemeinde Seewalchen)
Rosenau ist ein Ort im Salzkammergut in Oberösterreich und gehört zur Gemeinde Seewalchen am Attersee im Bezirk Vöcklabruck.

## Geographie
Der Ort befindet sich an der Ager, knapp 2 Kilometer nördlich deren Ausfluss aus dem Attersee bei Seewalchen, halbwegs Richtung Lenzing. Die Siedlung liegt auf um die 480 m ü. A. Höhe. Sie umfasst heute etwa 300 Häuser und um die 1000 Einwohner. Sie ist ein Ortschaftsbestandteil des Gemeindehauptortes Seewalchen am Attersee.
An der Siedlung vorbei verläuft die B 151 Attersee Straße von der Anschlussstelle Seewalchen (Exit 234) der  West Autobahn kommend., wie auch die Kammerer Bahn (Vöcklabruck–Kammer-Schörfling), die hier die Haltestelle Siebenmühlen-Rosenau hat.
| Neubrunn         | Haidach                                     | Unterachmann (Gem. Lenzing a. d. A.) |
| Roitham          | Kompassrose, die auf Nachbargemeinden zeigt |                                      |
| Seewalchen a. A. |                                             | Oberachmann (Gem. Lenzing a. d. A.)  |

## Geschichte

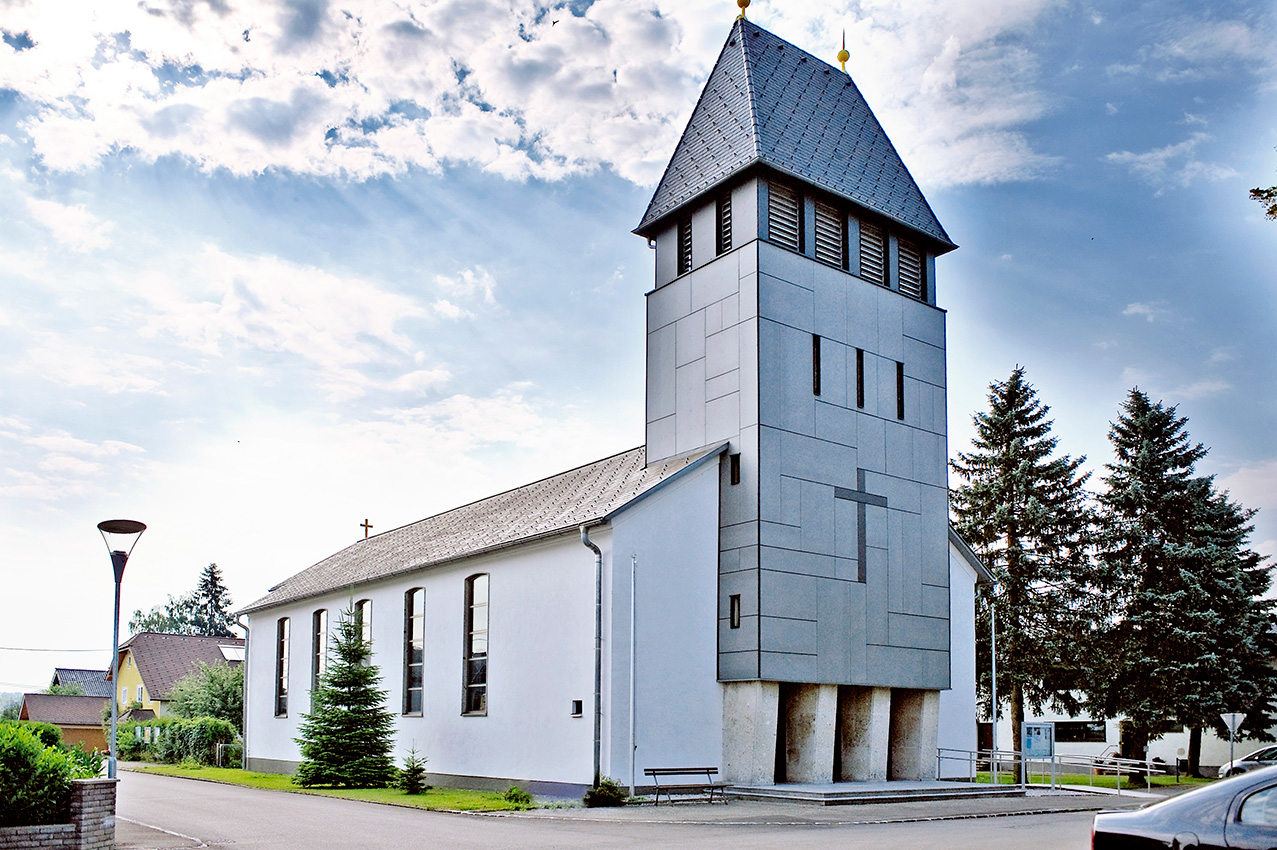
Evangelische Pfarrkirche Rosenau

Eine Haltestelle der Kammerer Bahn gibt es seit 1884, sie heißt Siebenmühlen, nach den sieben Mühlen an der oberen Ager zwischen Attersee und Lenzing, die Ortslage an der Ager hieß Au, dieser Name ist nicht mehr gebräuchlich.
Nach dem Zweiten Weltkrieg herrschte um Lenzing und Seewalchen am Attersee große Wohnungsnot, weil zahlreiche Aussiedler hauptsächlich aus Siebenbürgen, aber auch Ungarn, Jugoslawien und Schlesien, hier Zuflucht gefunden hatten. Diese wurden im Displaced Persons Camp Kammer (bzw. Schörfling, bei Kammer am Attersee) untergebracht, ein leer stehendes Lager aus der NS-Zeit.
Unter den Aussiedlern waren viele Protestanten, und die evangelische Kirche konnte 1954 einen Grund erwerben, auf dem ab 1956 eine kleine Notkirche erbaut wurde. Um diese entstand im Laufe der Zeit die Siedlung Rosenau, benannt nach dem Bauernehepaar Rosenauer, die die Gründe sukzessive zur Verfügung stellten.  1957 begann der Bau der heutigen Gnadenkirche Lenzing-Kammer (diese Pfarrgemeinde wurde ebenfalls 1954 gegründet), die 31. Oktober 1959 eingeweiht werden konnte. In der ersten Etappe wurden 86 Häuser um die Kirche errichtet, um 1961 waren bereits etwa 120 Häuser fertiggestellt.
August 1960 wurde auch die Westautobahn eröffnet.
Heute ist die Siedlung mit dem gegen Lenzing hin liegenden Dorf Haidach weitgehend verwachsen und erstreckt sich nach Südosten bis zur Autobahn.

## Nachweise
- 41739 – Seewalchen am Attersee. Gemeindedaten der Statistik Austria

1. 1 2 3 4 5  Entstehung unserer evangelischen Pfarrgemeinde (Memento des Originals vom 31. März 2014 im Internet Archive)  Info: Der Archivlink wurde automatisch eingesetzt und noch nicht geprüft. Bitte prüfe Original- und Archivlink gemäß Anleitung und entferne dann diesen Hinweis., Bauliche Entwicklung (Memento des Originals vom 31. März 2014 im Internet Archive)  Info: Der Archivlink wurde automatisch eingesetzt und noch nicht geprüft. Bitte prüfe Original- und Archivlink gemäß Anleitung und entferne dann diesen Hinweis., Chronik der Gnadenkirche (Memento des Originals vom 31. März 2014 im Internet Archive)  Info: Der Archivlink wurde automatisch eingesetzt und noch nicht geprüft. Bitte prüfe Original- und Archivlink gemäß Anleitung und entferne dann diesen Hinweis., alle evang-rosenau.at;
Angaben der Gemeinde- und Pfarrchroniken auch nach Rosenau, im AtterWiki.
2. ↑  vergl. Siebenmühlen, im AtterWiki.
3. ↑   Ansicht: Siebenmühlen O.Ö. Foto Humer Lenzing, Fl. 125, um 1962 (Datei:HUMER_Rosenau_um_1962.JPG, atterwiki.at)